# Cladocarpus valdiviae
Cladocarpus valdiviae is een hydroïdpoliep uit de familie Aglaopheniidae. De poliep komt uit het geslacht Cladocarpus. Cladocarpus valdiviae werd in 1923 voor het eerst wetenschappelijk beschreven door Stechow. 